# IC 3029
IC 3029 ist eine Balken-Spiralgalaxie vom Hubble-Typ SBc im Sternbild Coma Berenices am Nordsternhimmel. Sie ist schätzungsweise 302 Millionen Lichtjahre von der Milchstraße entfernt und hat einen Durchmesser von etwa 125.000 Lichtjahren. Gemeinsam mit PGC 213940 bildet sie ein gravitativ gebundenes Galaxienpaar. Unter der Katalognummer VCC 27 wird sie als Mitglied des Virgo-Galaxienhaufens gelistet, ist dafür jedoch zu weit entfernt.

Im selben Himmelsareal befinden sich unter anderem die Galaxien NGC 4164, IC 3021, IC 3031, IC 3033.
Die Supernova SN 1991bk wurde hier beobachtet.
Das Objekt wurde am 7. Mai 1904 von dem US-amerikanischen Astronomen Royal Harwood Frost entdeckt.